# Canthon coahuilensis
Canthon coahuilensis är en skalbaggsart som beskrevs av Henry Fuller Howden 1966. Canthon coahuilensis ingår i släktet Canthon och familjen bladhorningar. Inga underarter finns listade.